# Anjer
Anjer (Dianthus) is een geslacht van bloemplanten uit de anjerfamilie (Caryophyllaceae).
De botanische naam Dianthus is afgeleid van dios, god, en anthos, dat bloem betekent. Waarschijnlijk heeft de Griekse plantkundige Theophrastus (371-287 voor Christus) de plant deze naam gegeven.

## Kenmerken
Anjers zijn overblijvende of zelden eenjarige, kruidachtige planten met smalle grijs-groene of blauw-groene bladeren. De bloemkelk is buisvormig, vijftallig en aan de oorsprong omgeven door twee, vier of zes brede dekbladeren. De kroonbladen zijn meestal gekerfd of gespleten. De bloem heeft tien meeldraden en twee stampers. 

## Verspreiding en teelt
In de gekweekte vorm komen ze voor in de kleuren rood, wit, geel, zalm, groen en tweekleurig.
Anjers komen van nature voor in Europa en Azië. Enkele soorten komen van nature voor in Zuidelijk Afrika. In de heuvels tussen San Remo en Grasse zijn grote anjerkwekerijen, aangelegd door René I van Anjou die in 1434 de heerschappij kreeg over de Provence (Frankrijk). Hij liet in de heuvels in die regio anjervelden aanleggen zover het oog reikte en maakte de Provence tot het centrum van de anjerteelt. Anno 2015 komt echter het merendeel van de professioneel gekweekte enkelbloemige anjers uit Ethiopië, Kenia, Spanje en Nederland. Van de trosanjers zijn dat voornamelijk Turkije, Italië, Spanje en Nederland.

### Toepassingen
In de parfumerie wordt de anjer veel toegevoegd aan mannengeuren omdat hij niet zo sterk geurt. Habit rouge van Guerlain was in 1965 de eerste anjergeur. Ook voor de bereiding van potpourri’s wordt de anjer veelvuldig gebruikt.
In het verleden werd de anjer in de geneeskunde gebruikt bij maagklachten en koorts.

### Anjers als snijbloem

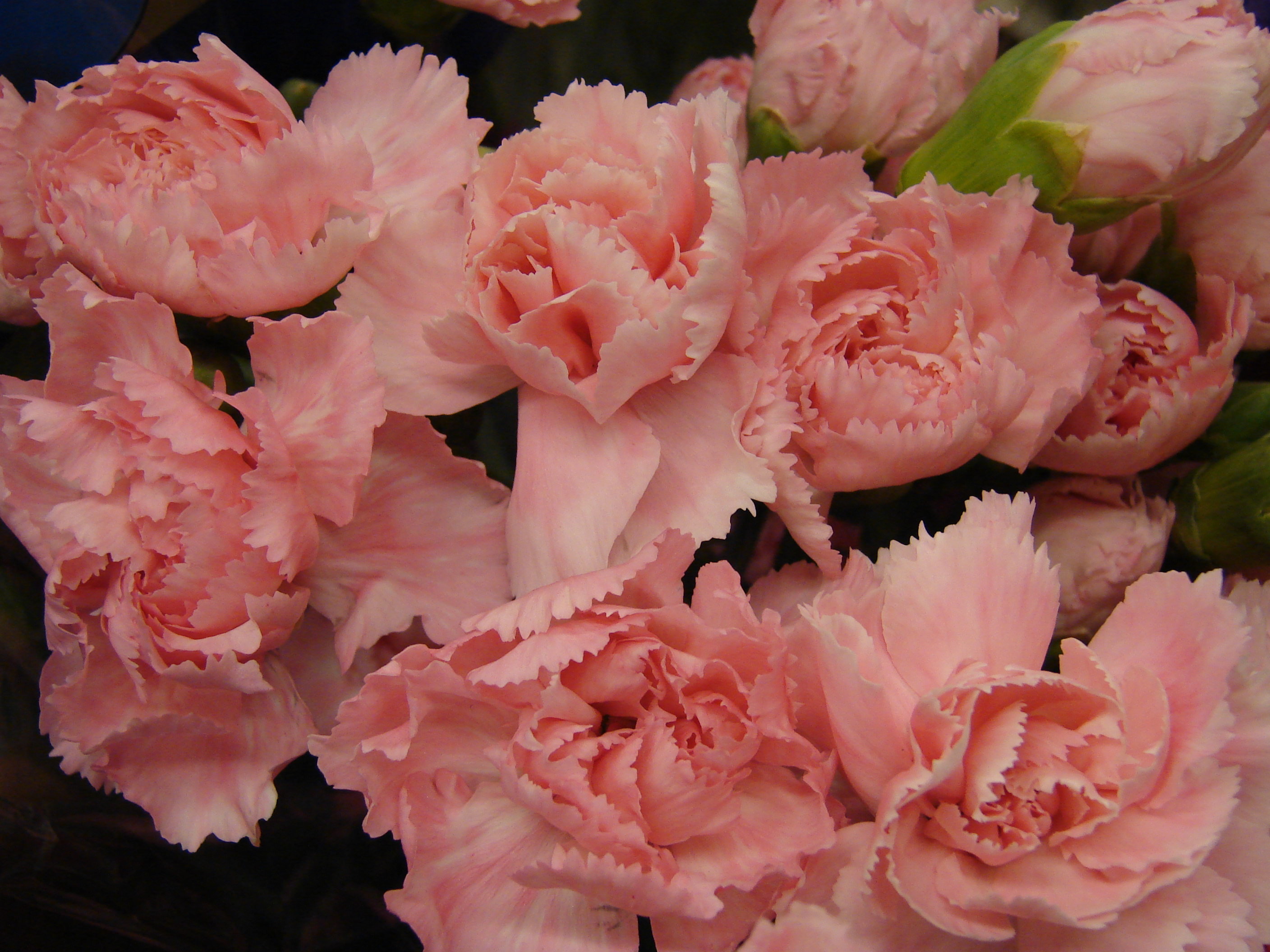
Zalmroze anjers

Er is de standaardanjer met één bloemknop en de trosanjer met meerdere bloemen. Verzorgingstips: anjers eerst enkele uren in de hoes op schoon water zetten. Met een scherp mes circa 1 cm van de steel schuin afsnijden. Daarna in een schone vaas met schoon water en snijbloemenvoedsel plaatsen. De vaas regelmatig bijvullen met water waarin snijbloemenvoedsel is opgelost. Snijbloemenvoedsel geeft een betere uitbloei met grotere bloemen en een betere kleur. Laat geen blad in het water hangen. Het water vervuilt dan snel, wordt troebel en gaat sterk ruiken.
Anjers zijn zeer gevoelig voor ethyleengas. Daarom niet in de buurt van een fruitschaal zetten. Niet in de volle zon zetten.

### Tuinanjer
De tuinanjer bloeit in mei en juni en wordt ongeveer 25 cm hoog. Als er na de bloei wordt gesnoeid, volgt er vaak nog een tweede bloei. Vormt een mooie bodembedekkende pol in najaar en winter. De tuinanjer heeft vochthoudende, matig voedselrijke grond nodig. De beste plek voor de tuinanjer is in de zon.

### Genetische manipulatie
Van nature hebben anjers het pigment delphinidine, dat een blauwe kleur geeft, niet in zich. Daardoor is het kweken van een blauwe anjer via natuurlijke selectie niet mogelijk. In 1969 werden, door middel van genetische manipulatie, genen van de petunia en leeuwenbekjes aan de anjer toegevoegd. Daaruit kwam een blauwe anjer voort. Sinds die tijd zijn er minstens 4 verschillende variëteiten genetisch gemanipuleerde anjers op de markt.

## Lijst van soorten

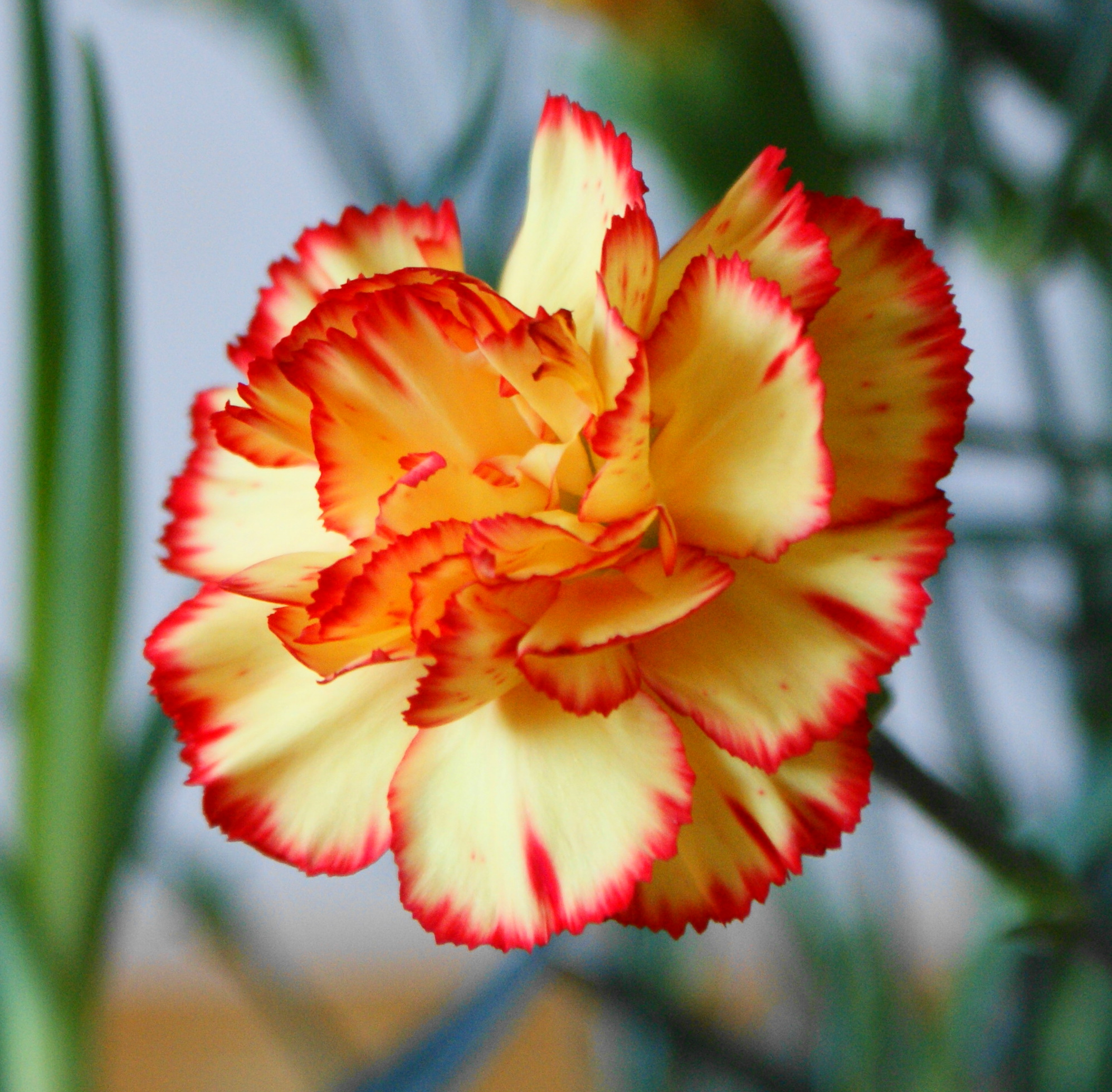
Tweekleurige anjer

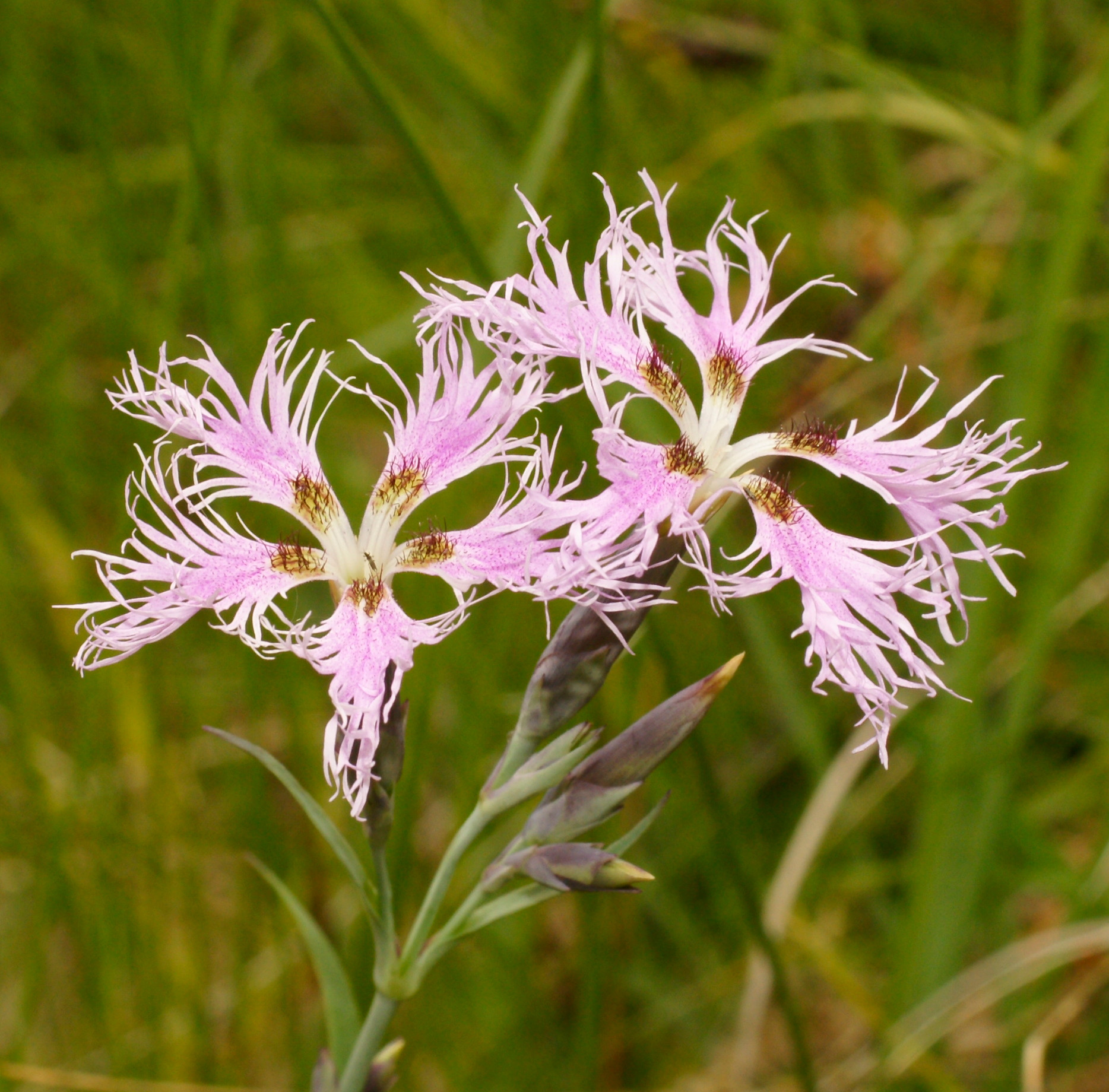
Prachtanjer

Er wordt geschat dat er tussen de 320 en 600 verschillende anjersoorten bestaan.
In Nederland en België komen of kwamen de volgende soorten voor:
- Ruige anjer (Dianthus armeria)
- Kartuizer anjer (Dianthus carthusianorum)
- Prachtanjer (Dianthus superbus) - in Nederland in het wild uitgestorven sinds 1905
- Steenanjer (Dianthus deltoides)

Andere soorten zijn:
| - Dianthus acicularis - Dianthus alpinus (Alpenanjer) - Dianthus amurensis - Dianthus anatolicus - Dianthus arenarius (Zandanjer) - Dianthus barbatus (Duizendschoon) - Dianthus biflorus - Dianthus brevicaulis - Dianthus burgasensis - Dianthus callizonus - Dianthus campestris - Dianthus capitatus - Dianthus caryophyllus (Tuinanjer) - Dianthus chinensis (Chinese anjer) - Dianthus cruentus - Dianthus erinaceus - Dianthus freynii - Dianthus fruticosus - Dianthus furcatus | - Dianthus gallicus - Dianthus giganteus - Dianthus glacialis - Dianthus gracilis - Dianthus graniticus - Dianthus gratianopolitanus (Rotsanjer) - Dianthus haematocalyx - Dianthus hypanicus - Dianthus japonicus - Dianthus juniperinus - Dianthus kladovanus - Dianthus knappii - Dianthus lumnitzeri - Dianthus lusitanus - Dianthus microlepsis - Dianthus moesiacus - Dianthus monspessulanus - Dianthus multinervis - Dianthus myrtinervius - Dianthus nardiformis | - Dianthus nitidus - Dianthus pavonius - Dianthus petraeus - Dianthus pinifolius - Dianthus plumarius (Grasanjer) - Dianthus pungens - Dianthus repens - Dianthus scardicus - Dianthus seguieri - Dianthus simulans - Dianthus spiculifolius - Dianthus squarrosus - Dianthus sternbergii - Dianthus subacaulis - Dianthus sylvestris (Bosanjer) - Dianthus urumoffii - Dianthus zonatus |

De rode pekanjer (Lychnis viscaria) en mantelanjer (geslacht Petrorhagia) zijn geen echte anjers.

## Ecologie
Anjers zijn waardplant voor onder meer: de witband-silene-uil (Hadena compta), de Tweekleurige parelmoervlinder (Melitaea didyma) en de gevorkte silene-uil (Sideridis rivularis).

## Anjer als symbool

### Rode anjer

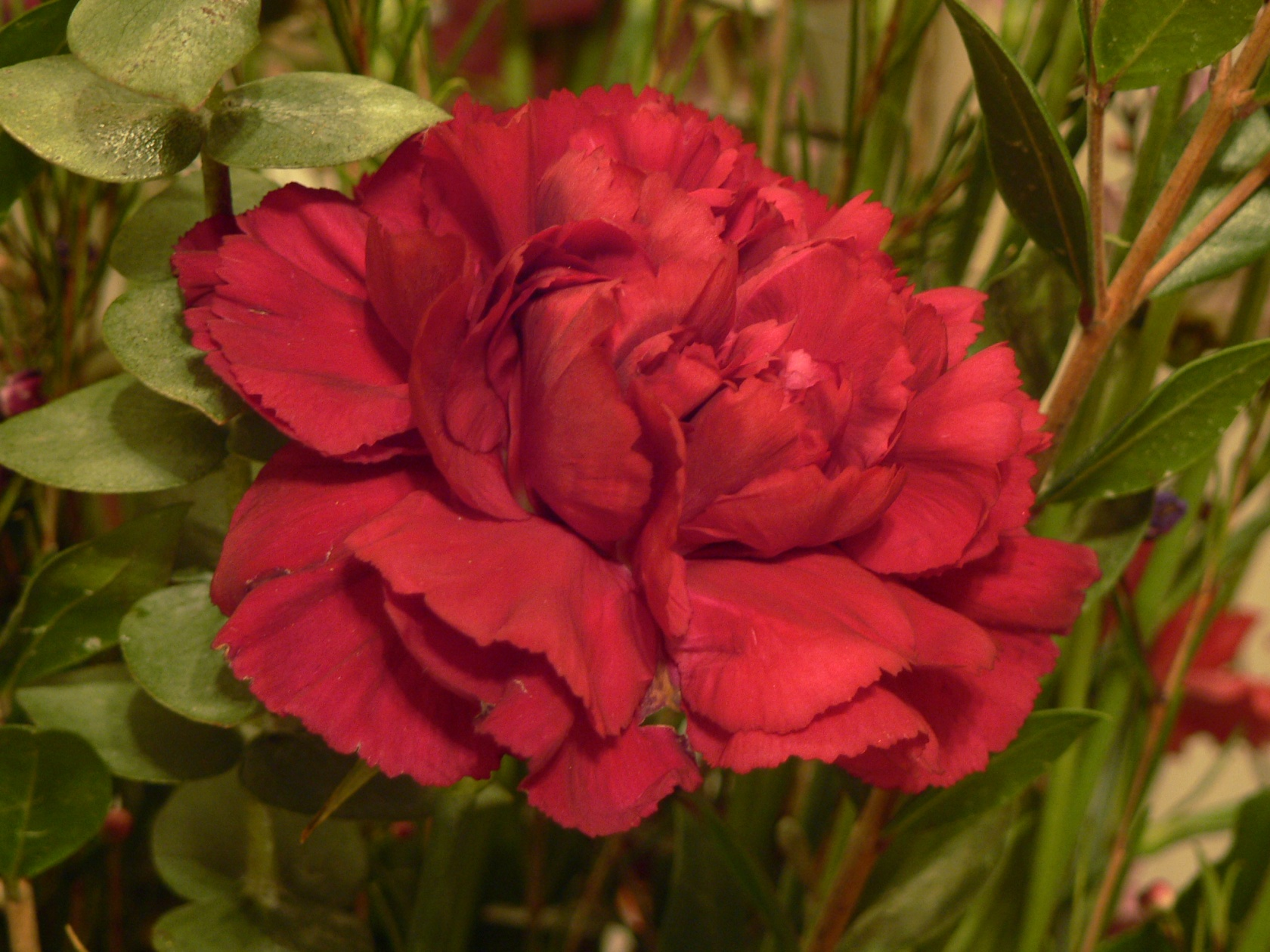
Rode anjer

- In de Middeleeuwen stond de anjer symbool voor Maria, de moeder van Jezus.
- In de iconografie is een rode anjer het symbool van de verloving.[4]
- Een rode anjer geldt als symbool voor de arbeidersbeweging.
- In Portugal symboliseert de rode anjer ook de Anjerrevolutie.

### Witte anjer

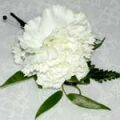
Witte anjer

Een witte anjer was oorspronkelijk het symbool van verzet. Dit gebruik stamt uit de eerste oorlogsmaand van bezet Nederland. Prins Bernhard van Lippe-Biesterfeld had al sinds zijn studententijd de gewoonte zich met een witte anjer te tooien. Op 29 juni 1940, de verjaardag van prins Bernhard, droegen veel Nederlanders daarom demonstratief een witte anjer. Standbeelden van leden van het Koninklijk Huis werden onder bloemen bedolven. In Amsterdam werden bloemen gelegd bij het Emma-monument. Bij het gesloten paleis Soestdijk werden bloemen aan de hekken aangebracht.
Uit waardering voor dit initiatief van het Nederlandse volk bleef prins Bernhard, ook na de oorlog, een witte anjer in het knoopsgat van zijn burgerkostuum dragen. De witte anjer werd daardoor ook het symbool van het Prins Bernhard Cultuurfonds, dat nog steeds de Zilveren Anjers uitreikt.
Prins Bernhard nam jaarlijks het traditionele nationale bevrijdingsdefilé in Wageningen af. Na zijn overlijden in december 2004 namen Erik Kuiper en Fred Janssen (oud-UNIFIL-militairen) het initiatief om in Wageningen de witte anjer te dragen als herinnering aan de prins. Vanwege de lovende commentaren ontstond het initiatief om de witte anjer blijvend te verbinden aan veteranen en de Nederlandse Veteranendag. De anjer was symbool van verzet en wordt nu symbool voor respect en waardering voor veteranen.
... · 
Agrostemma · 
Arenaria (Zandmuur) · 
Cerastium (Hoornbloem) · 
Colobanthus · 
Corrigiola · 
Dianthus (Anjer) · 
Gypsophila (Gipskruid) · 
Herniaria (Breukkruid) · 
Holosteum · 
Honckenya · 
Illecebrum · 
Lychnis (Koekoeksbloem) · 
Minuartia (Veldmuur) · 
Moehringia · 
Moenchia · 
Myosoton · 
Petrorhagia (Mantelanjer) · 
Polycarpon · 
Sagina (Vetmuur) · 
Saponaria · 
Scleranthus (Hardbloem) · 
Silene · 
Spergula (Spurrie) · 
Spergularia (Schijnspurrie) · 
Stellaria (Muur) · 
Vaccaria · 
...
... · 
D. acicularis ·  
D. alpinus (Alpenanjer) ·  
D. armeria (Ruige anjer) ·  
D. barbatus (Duizendschoon) ·  
D. callizonus ·  
D. carthusianorum (Kartuizer anjer) ·  
D. caryophyllus (Tuinanjer) ·  
D. chinensis (Chinese anjer) ·  
D. deltoides (Steenanjer) ·  
D. gratianopolitanus (Rotsanjer) ·  
D. hypanicus ·  
D. lumnitzeri ·  
D. plumarius (Grasanjer) ·  
D. sternbergii ·  
D. superbus (Prachtanjer) ·  
D. sylvestris (Bosanjer) ·    
...